# Scraptia natalis
Scraptia natalis es una especie de coleóptero de la familia Scraptiidae.

## Distribución geográfica
Habita en Sudáfrica.